# Nedlloyd Van Noort (schip, 1984)
De Nedlloyd Van Noort was een containerschip van Nedlloyd dat in 1984 gebouwd werd door Van der Giessen-de Noord. Het schip werd opgeleverd met een Sulzer 5RLB90 dieselmotor met 14.890 pk die het schip een vaart gaven van zo'n 17 knopen, terwijl het 1444 TEU kon vervoeren. Het was de tweede in een serie van drie, met daarvoor de Nedlloyd Van Neck en daarna de Nedlloyd Van Diemen. In tegenstelling tot de meeste andere containerschepen beschikten deze over eigen kranen om in kleinere havens zelf te kunnen laden en lossen.
In 1998 werd het schip omgedoopt naar P&O Nedlloyd Buenos Aires. In 2004 werd het schip verkocht aan Waterman Steamship Corporation en werd beheerd door LMS Shipmanagement, maar werd nog twee jaar vercharterd aan P&O Nedlloyd. Daarna werd de naam Buenos Aires en in 2008 werd het Intra Bhum. In 2010 arriveerde het schip in Alang waar het werd gesloopt.